# Raoul Gervais Lufbery
 (octobre 2018).
Si vous disposez d'ouvrages ou d'articles de référence ou si vous connaissez des sites web de qualité traitant du thème abordé ici, merci de compléter l'article en donnant les références utiles à sa vérifiabilité et en les liant à la section « Notes et références ».
Raoul Gervais Lufbery, né le 14 mars 1885 à Chamalières (Puy-de-Dôme, France) et mort le 19 mai 1918 à Maron (Meurthe-et-Moselle, France), fut au sein de l'escadrille La Fayette un des as de la Première Guerre mondiale, comptant 17 victoires homologuées et une quinzaine d'autres probables.

## Biographie
Raoul Gervais Lufbery est né d'un père américain, Edward Lufbery, et d'une mère française, Anne Veyssière.
Dans sa petite enfance, son père travaillant aux États-Unis, il est élevé par sa grand-mère maternelle. Exerçant divers métiers dès 12 ans, il quitte la France en 1905 et voyage en Afrique du Nord, en Égypte, dans l'Empire ottoman ainsi qu'en Grèce, en Europe orientale et en Allemagne. Il renonce alors à sa nationalité française afin d'échapper au service militaire. Il embarque pour les États-Unis en 1907. À San Francisco, il s'engage au 20e régiment d’infanterie, unité déployée aux Iles Hawaï en 1908 puis aux Philippines en 1910. Libéré à la fin de son contrat en juillet 1911, il voyage en Asie et visite Hong-Kong, Ceylan, Madras, Calcutta, Singapour, Bombay et parvient en Indochine française en 1913.
Il rencontre en Indochine l'aviateur Marc Pourpe, qui vit de démonstrations aériennes sur Blériot. Devenu son mécanicien, il le suit dans ses exhibitions et ses liaisons aériennes entre diverses villes indochinoises. En 1914, il accompagne encore Marc Pourpe dans sa remontée du Nil jusqu'à Khartoum, événement qui donne à Pourpe une renommée internationale.
Fin août 1914, Lufbery s'engage dans la Légion étrangère, seule possibilité pour lui, citoyen américain, de rejoindre l'armée française. Versé dans l'aviation, Pourpe le fait transférer auprès de lui à l'escadrille MS 23. À la mort de Marc Pourpe le 2 décembre 1914, Lufbery obtient de suivre une formation de pilotes à Chartres (future base aérienne 122 Chartres-Champhol).
Ayant appris à voler sur Farman et obtenu son brevet de pilote militaire, il est affecté dans une formation de bombardiers sur Voisin et complète sa formation sur Nieuport pour entrer dans l'aviation de chasse. À partir de mai 1916, il devait rejoindre l'escadrille La Fayette, tout juste créée et essentiellement composée de pilotes américains volontaires et de quelques Français. C'est au sein de cette escadrille, dont l'emblème est une tête de Sioux, qu'il combattit sur tous les fronts de la Somme à Verdun, participant à toutes les grandes batailles de l'armée française et abattant son premier avion le 31 juillet 1916 dans le ciel d'Étain, premier succès d'une longue liste qui fera de lui un as et le pilote le plus remarquable de cette formation.
Promu sous-lieutenant en juin 1917, il obtient, cette année-là, la Military Cross du gouvernement britannique, étant le premier pilote américain à recevoir cet honneur. Les Français pour leur part lui avaient déjà décerné la Médaille militaire, la Croix de guerre 1914-1918 et la Légion d'honneur.
Après l'entrée en guerre des États-Unis en 1917, l'escadrille La Fayette pouvait tout naturellement passer sous commandement américain. Ce fut chose faite le 18 février 1918 où elle devenait le 103e escadron de poursuite aérienne.
Raoul Lufbery, promu commandant (major en anglais), devient directeur technique d'un escadron chargé de l'instruction des jeunes pilotes, mais il ne peut s'empêcher de voler. Le 19 mai 1918, il trouve la mort sur la commune de Maron en Meurthe-et-Moselle sautant en plein ciel de son avion en flammes sans parachute.
Il est inhumé avec ses compagnons de l'escadrille La Fayette, au mémorial de l'Escadrille La Fayette à Marnes-la-Coquette en banlieue parisienne. Une rue de Chamalières porte son nom.